# Tua-bin Cáp-lăng

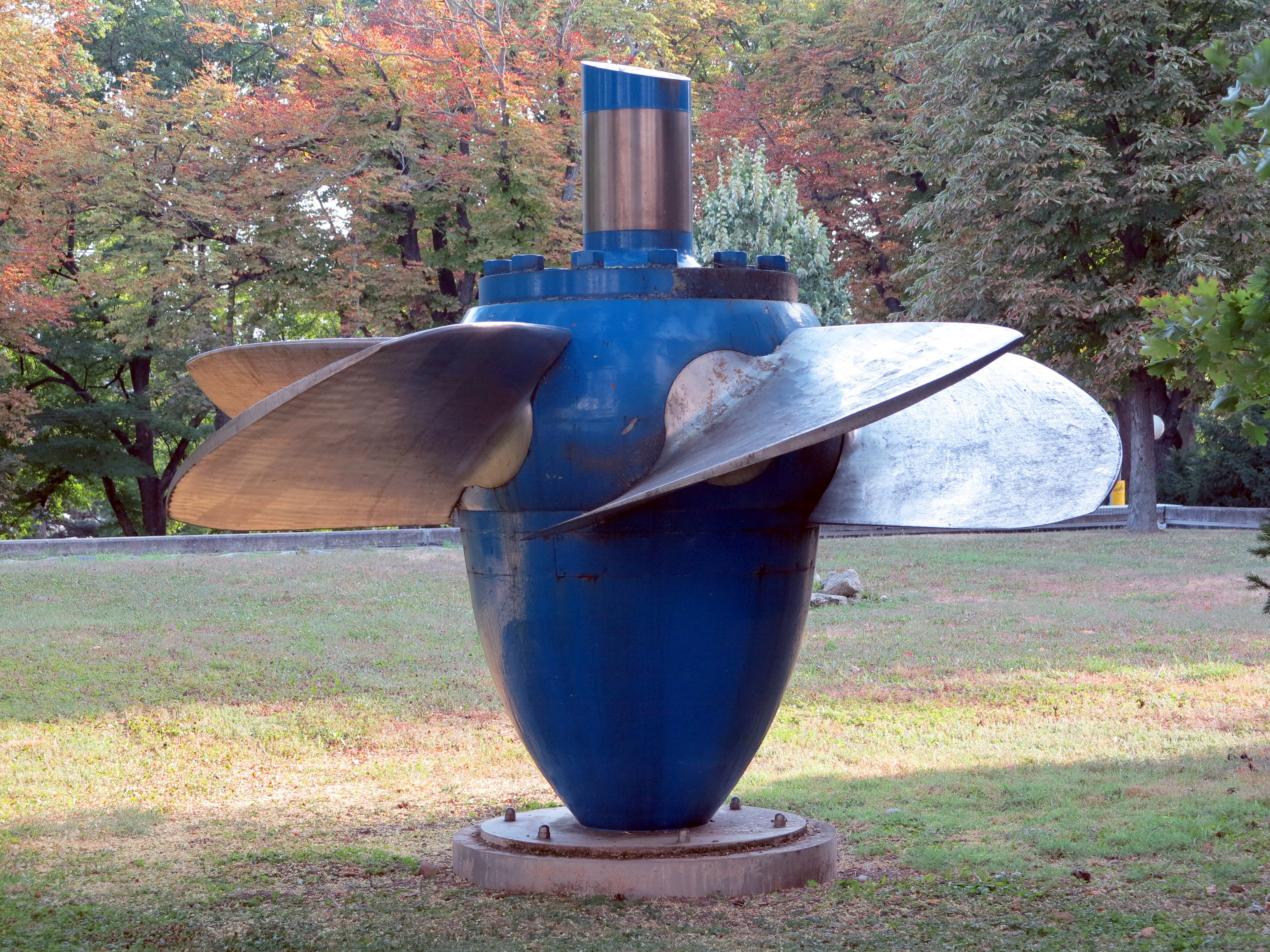
Chiếc tua-bin Kaplan được trưng bày tại triển lãm Tua-bin Kaplan ở Bảo tàng Kỹ thuật Viên. (7/8/2013)

Tua-bin Kaplan (Tua-bin Cáp-lăng hay Tua-bin Hướng trục) là một loại tua-bin nước thuộc dòng tua-bin cột nước thấp, được phát triển vào năm 1913 bởi giáo sư người Áo gốc Tiệp - Viktor Kaplan. Đặc điểm của loại tua bin này là sự kết hợp cánh quạt tự động điều chỉnh với các cửa wicket tự động điều chỉnh để đạt được hiệu quả trên một phạm vi rộng của dòng chảy và mực nước.
Tua-bin Kaplan là phát minh cải tiến của tua-bin Francis. Tua-bin này cho phép sản xuất điện hiệu quả với những nhà máy thủy điện có cột nước thấp và lưu lượng lớn, thay thế cho các tua-bin Francis chỉ sử dụng cho các nhà máy cột nước vừa và cao. Hơn nữa, tua-bin Kaplan có cấu tạo đơn giản, số vòng quay nhỏ, yêu cầu vật liệu, công nghệ chế tạo không cao, dễ bảo dưỡng, sửa chữa thay thế nên giá thành thường rẻ hơn tua-bin Francis, mặc dù thua kém về hiệu suất. Do đó, tua-bin Kaplan được sử dụng rộng rãi trên khắp thế giới trong những nhà máy thủy điện có dòng chảy cao, sản xuất năng lượng với cột nước thấp.

## Lịch sử

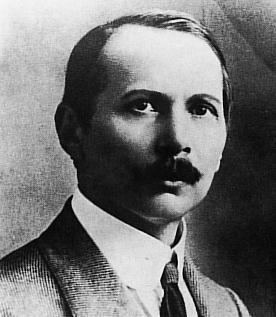
Nhà phát minh Viktor Kaplan(1876 - 1934)

Viktor Kaplan sinh ngày 27 tháng 11 năm 1876 tại thị trấn Mürzzuschlag của Áo trong một gia đình quan chức đường sắt Áo. Sau khi tốt nghiệp trung học, ông đăng ký học tại một trường đại học ở Viên trong lĩnh vực chế tạo máy móc và động cơ diesel. Năm 1900, ông hoàn thành một năm nghĩa vụ quân sự trong Hải quân Áo ở Pula và sau đó làm việc hai năm tại nhà máy kỹ thuật Ganz & Comp ở Löbersdorf gần Viên, nơi ông làm việc trong lĩnh vực phát triển động cơ đốt trong. Năm 1903, Kaplan đăng kí vào Khoa Khoa học Máy móc và Cơ khí tại Trường Đại học Kỹ thuật Đức ở Brno. Rất nhanh chóng, ông giành hết công sức trong việc giải quyết các vấn đề về tua-bin nước. Mục tiêu của ông là cải thiện hiệu suất của tuabin Francis cho cột nước thấp và tốc độ dòng chảy thay đổi. Kaplan thực hiện nhiệm vụ này từ năm 1910 và đi đến kết luận rằng thiết kế hiện tại của tuabin Francis không thể đáp ứng các yêu cầu đó và do đó ông đã đưa ra giải pháp của riêng mình, bao gồm cả một khái niệm mới về hình dạng chân vịt của bánh công tác. Hơn nữa, Kaplan giảm số lượng cánh quạt và làm cho chúng có thể điều chỉnh được, cho phép chúng thích ứng tốt nhất có thể khi các điều kiện, yếu tố thay đổi. Điều này làm cho tua-bin Kaplan cũng phù hợp cho dòng chảy thay đổi lưu lượng, đồng thời việc tăng tốc độ cho phép kết nối trực tiếp tuabin với máy phát điện mà không cần hộp số.
Bằng sáng chế đầu tiên của Viktor Kaplan, "Laufschaufelregelung für schnellaufende Kreiselmaschinen mit Leitvorrichtung" (tạm dịch: "Điều khiển cánh quạt cho tua-bin tốc độ cao"), có từ năm 1913. Kaplan đã phải tự mình lo toàn bộ chương trình nghị sự bằng sáng chế, cùng với việc phát triển một tuabin mới và một lý thuyết mới để xây dựng nó, khiến ông kiệt quệ về thể chất và tinh thần rồi sau đó lâm bệnh nặng. Ngoài các vấn đề về sức khỏe, những vấn đề về xâm thực (cavitation) trong tua-bin của Kaplan dần xuất hiện. Việc này dẫn đến các cuộc cạnh tranh từ các công ty đối thủ, đặc biệt là từ các nhà sản xuất tua-bin Francis cạnh tranh trực tiếp với tua-bin của Kaplan, dẫn đến các vụ kiện kéo dài. Cuối cùng, tuabin Kaplan giành chiến thắng chung cuộc.
Chiếc tua bin Kaplan đầu tiên được chuyển đến một nhà máy kéo sợi ở Velm, Áo vào năm 1919. Nó được sản xuất bởi nhà máy Storek ở Brno, được lắp đặt cánh quạt có đường kính 600 mm. Tua bin hoạt động ở cột nước trung bình 3 m và tốc độ dòng chảy 1,1 m3/s. Giáo sư Budau từ Vienna khi thực hiện các phép đo đã chứng minh hiệu suất máy đạt 86% trên phạm vi rộng. Chiếc tua bin hiện đang được trưng bày tại Bảo tàng Kỹ thuật Viên.
Tua bin Kaplan thứ hai có đường kính cánh quạt 1800 mm, được sản xuất vào năm 1920 với sự hợp tác của các công ty Storek và ČKD cho nhà máy điện ở Poděbrady (Cộng hòa Séc). Nó đã được thử nghiệm bởi Giáo sư Hýbl từ Đại học Kỹ thuật Séc ở Praha, người đã đánh giá rất cao chiếc tua bin. Nhờ đó việc sản xuất thêm các tua bin này được thực hiện ở Tiệp Khắc và sau đó ở nhiều nước khác.
Tuy nhiên, vào năm 1922, những hỏng hóc đầu tiên bắt đầu xuất hiện, dẫn đến năm 1924 công việc sản xuất tua bin Kaplan suýt nữa bị đình chỉ. Đó là hiện tượng xâm thực, một hiện tượng mà các tuabin nước chưa từng biết đến cho đến thời điểm đó. Một số tuabin không đạt công suất yêu cầu, cánh quạt nhanh mòn, máy hoạt động không ổn định, ồn ào. Đó là khoảng thời gian căng thẳng tột độ đối với Kaplan, khi các công ty được cấp phép yêu cầu lời khuyên và không tìm thấy lời giải thích nào trong tài liệu. Kaplan đã viết về điều này trong cuốn sách của mình vào năm 1930: "Ngày càng có nhiều báo cáo về lượng khí thoát ra bất thường và tiếng nổ ầm ầm. Cả tôi và các kỹ sư khác đều không biết phải làm gì. Sau đó tôi lâm bệnh nặng, dấu vết của nó đến nay tôi vẫn còn cảm nhận được". Chỉ sau một nỗ lực khác để giải quyết hiện tượng xâm thực, những căn bệnh thời thơ ấu cuối cùng của tuabin Kaplan mới được khắc phục và nhà phát minh mới có thể tận hưởng trọn vẹn thành công của mình.
Năm 1925, chiếc tua bin Kaplan với công suất 8,2 MW và đường kính cánh quạt 5,8 m là chiếc tuabin lớn nhất thế giới lúc bấy giờ đã được đưa vào vận hành tại nhà máy điện Lilla Edet của Thụy Điển.
Năm 1961, tuabin Kaplan dành cho nhà máy thủy điện Orlík ở Cộng hòa Séc một lần nữa đạt danh hiệu tua bin lớn nhất thế giới. Tua bin được thiết kế và chế tạo với cột nước 70,5 m (do ČKD Blansko sản xuất). Cho đến lúc đó, tuabin Kaplan chưa được chế tạo ở bất kỳ nơi nào trên thế giới với cột áp cao như vậy. Vì lý do này, việc xây dựng nó đòi hỏi một số quy trình và vật liệu đặc biệt. Với thành tựu đổi mới này, chiếc tuabin đã được trao Huy chương Vàng tại triển lãm thế giới Expo 58. Cánh quạt của nó được trưng bày như một trong những vật trưng bày ở khu vực lân cận gian hàng Tiệp Khắc.

## Cấu tạo

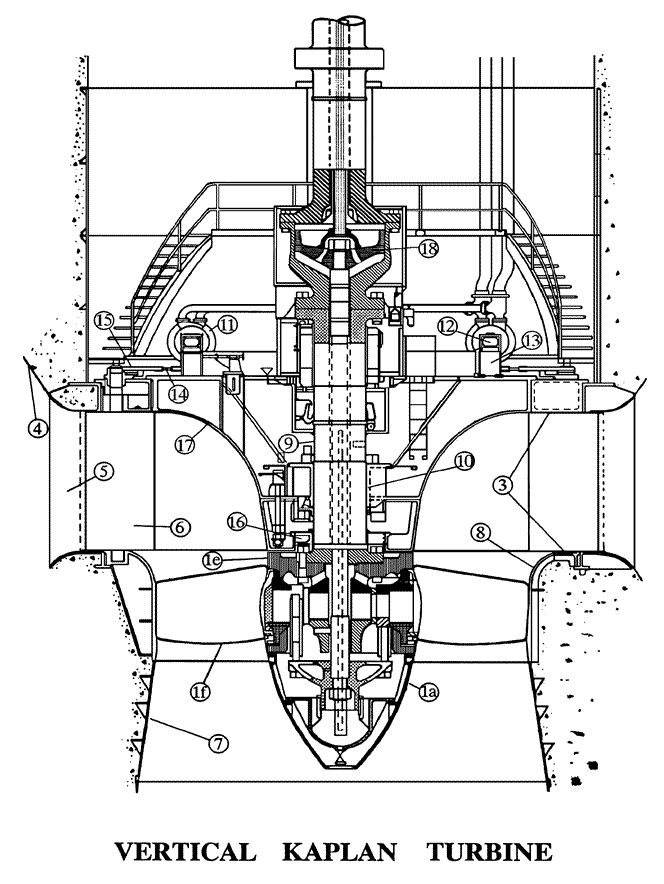
Sơ đồ cấu tạo tuabin Kaplan

Tuabin Kaplan là một dòng chảy vào bên trong tua-bin phản lực, có nghĩa là làm thay đổi áp suất chất lỏng di chuyển qua các tua-bin và cho năng lượng của nó. Thiết kế kết hợp tính năng bố trí hình tròn và trục.
Đầu vào là một ống cuộn hình kết thúc tốt đẹp xung quanh cửa wicket của tua-bin. Nước là hướng tiếp tuyến thông qua cổng wicket và hình xoắn ốc cho một bánh xe công tác hình cánh quạt, gây ra nó để quay.
Bộ gom nước là một ống dự thảo hình dạng đặc biệt giúp giảm tốc nước và phục hồi động năng.
Các tua-bin không cần phải có điểm thấp nhất của dòng nước miễn là ống dự thảo vẫn còn đầy nước. Tuy nhiên, một tua-bin vị trí cao hơn sẽ làm tăng hút được truyền đạt trên các cánh tua-bin của ống dự thảo. Sự sụt giảm áp suất kết quả có thể dẫn đến xâm thực.
Biến hình học của các cửa wicket và cánh tua-bin cho phép hoạt động hiệu quả cho một loạt các điều kiện dòng chảy. Hiệu suất tua-bin Kaplan thường là trên 90%, nhưng có thể thấp hơn trong các ứng dụng cột nước rất thấp.
Các khu vực hiện tại của nghiên cứu bao gồm CFD cải thiện hiệu quả điều khiển và các thiết kế mới nâng cao tỷ lệ sống của cá đi qua.
Bởi vì các cánh quạt được quay bằng dầu thủy lực cao áp, một yếu tố quan trọng trong thiết kế của Kaplan là duy trì một con dấu tích cực để ngăn chặn việc thải dầu vào đường thủy. Xả dầu ra sông là không được phép.
Tua-bin Cáp-lăng được sử dụng rộng rãi trên toàn thế giới để sản xuất điện năng. Chúng bao gồm các vị trí có chiều cao cột nước thấp nhất và đặc biệt phù hợp với điều kiện dòng chảy cao.
Các tua-bin nhỏ rẻ tiền trên mô hình tua-bin Cáp-lăng được sản xuất cho sản xuất điện cá nhân với chiều cao cột nước chỉ 0.6 mét.
Các tua-bin Cáp-lăng lớn được thiết kế riêng cho mỗi vị trí để hoạt động hiệu quả cao nhất có thể, thường trên 90%. Chúng rất đắt tiền để thiết kế, sản xuất và cài đặt, nhưng hoạt động trong nhiều thập kỷ.

## Biến thể
Các tua-bin Cáp-lăng là sử dụng rộng rãi nhất của các tua-bin loại cánh quạt, nhưng một số biến thể khác tồn tại:
Tua-bin Propeller có cánh quạt chân vịt không thể điều chỉnh. Chúng được sử dụng trong phạm vi của người đứng đầu không phải là lớn. Sản phẩm thương mại tồn tại để sản xuất vài trăm watt chỉ từ cột nước có chiều cao một vài feet. Tua-bin cánh quạt lớn hơn sản xuất hơn 100 MW. Tại trạm thủy điện La Grande-1 ở phía bắc Quebec, 12 tua-bin cánh quạt tạo ra 1.368 MW .
Tua-bin bóng đèn hoặc tua-bin ống được thiết kế vào ống cấp nước. Một bóng đèn lớn là trung tâm trong các đường ống nước nắm giữ các máy phát điện, cổng wicket và Á hậu. Tua bin hình ống này là một thiết kế đầy đủ trục, trong khi các tua-bin Cáp-lăng có một cổng wicket xuyên tâm.
Tua-bin Pit: tuabin bóng đèn với một hộp số. Điều này cho phép một máy phát điện và bóng đèn nhỏ hơn.
Tua-bin Straflo: tua-bin trục với máy phát điện bên ngoài của kênh nước, kết nối ngoại vi của Á hậu.
S-tua-bin loại bỏ sự cần thiết cho một nhà ở bóng đèn bằng cách đặt các máy phát điện bên ngoài của kênh nước. Điều này được thực hiện với chạy bộ trong các kênh nước và một trục kết nối các Á hậu và máy phát điện.
Tuabin VLH một dòng mở đầu rất thấp "Kaplan" tua-bin nghiêng một góc với dòng chảy nước. Nó có đường kính lớn, là tốc độ thấp bằng cách sử dụng một phát điện nam châm vĩnh cửu với quy định điện điện tử và rất thân thiện cá (<5% tỷ lệ tử vong). Tua-bin VLH
Tua-bin Tyson là một tua-bin cánh quạt cố định được thiết kế để được đắm mình trong một dòng sông chảy nhanh, hoặc vĩnh viễn neo trong lòng sông, hoặc gắn một chiếc thuyền hoặc sà lan.